# تویوتا اونسیس
تویوتا اونسیس (Toyota Avensis) خودرویی است که از سال ۱۹۹۷ تاکنون در بریتانیا توسط شرکت تویوتا تولید شده‌است.